# Kronach (stacja kolejowa)
Kronach – stacja kolejowa w Kronach, w kraju związkowym Bawaria, w Niemczech. Znajdują się tu 3 perony.